# Władysław Krupka

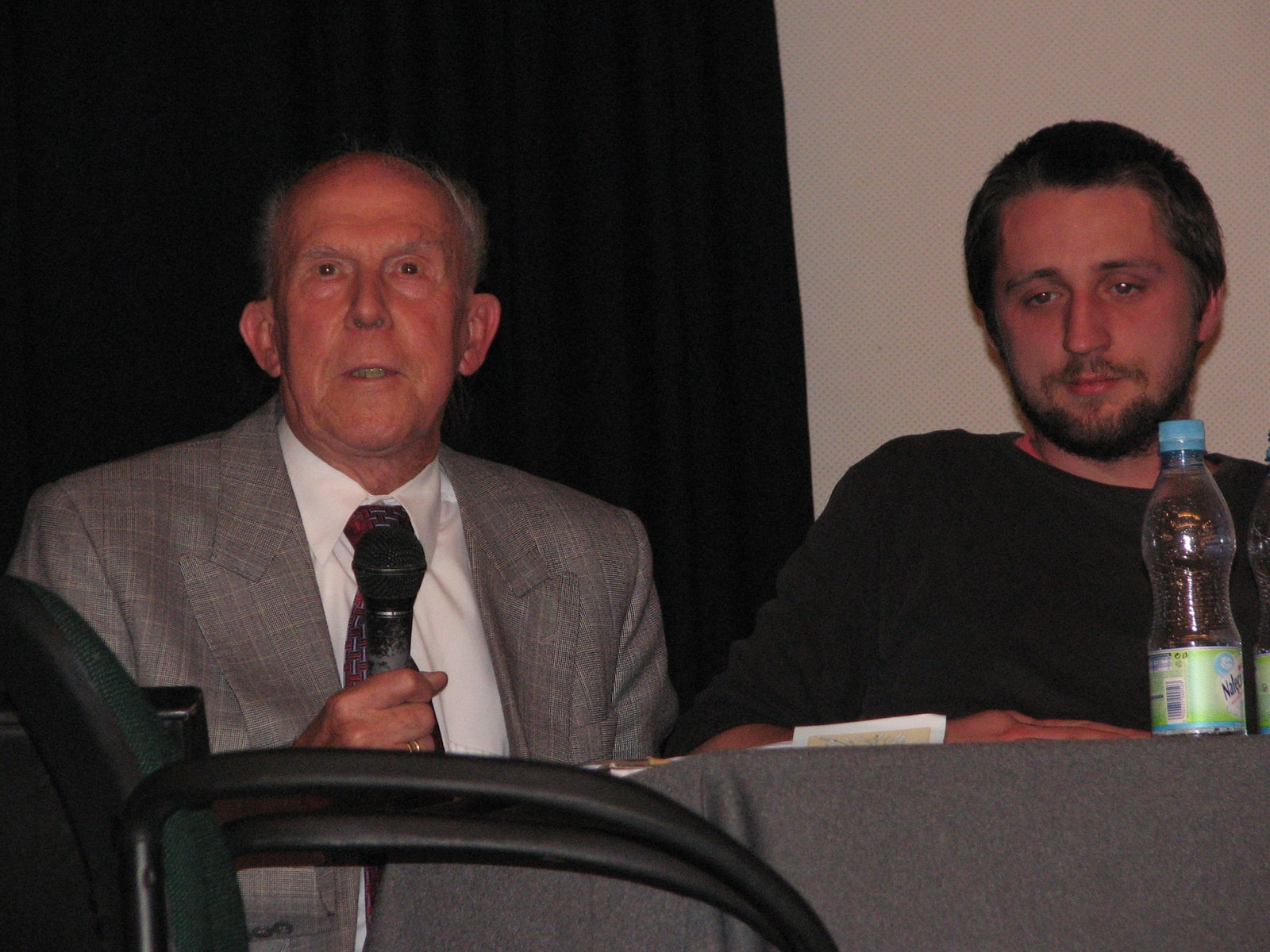
Krupka i rysownik Michał Śledziński podczas spotkania na festiwalu komiksu w Łodzi, zapowiadającego powrót do księgarń komiksów z kapitanem Żbikiem (2006)

Władysław Krupka, ps. Władysław Krupiński (ur. 1926, zm. 2 września 2019 w Warszawie) – polski scenarzysta komiksowy, autor powieści kryminalnych. Z wykształcenia prawnik, absolwent Wyższej Szkoły Oficerskiej Milicji Obywatelskiej w Szczytnie, podpułkownik Milicji Obywatelskiej.

## Życiorys
Był twórcą komiksowej postaci milicjanta kapitana Jana Żbika. W 1967 jako naczelnik wydziału Komendy Głównej Milicji Obywatelskiej odpowiedzialnego za współpracę z literatami, dziennikarzami i filmowcami, otrzymał zadanie opracowania sposobu na przybliżenie młodzieży pracy milicji. Wspólnie z pułkownikiem Zbigniewem Gabińskim, dyrektorem biura Komendy Głównej Milicji Obywatelskiej, zaproponowali przełożonym wydawanie komiksu opowiadającego o przygodach milicjanta tak, by dzięki atrakcyjnej formie przekazać pożądaną treść. Stworzył postać kpt. Żbika jako kompilację cech charakteru i wyglądu różnych znanych sobie oficerów. Scenariusze do komiksów zaczął pisać nie mając wcześniejszego doświadczenia w tej materii.
W latach 1967–1982, kiedy ukazywała się pierwotna seria, z łącznej liczby 53 zeszytów i dwóch serii komiksowych pasków w lokalnej prasie, Krupka napisał 36 scenariuszy (tylko cztery we współpracy z innymi autorami). Na początku XXI wieku pracował nad kolejnymi, ponieważ serię wznowiło wydawnictwo komiksowe Mandragora – teraz nosi ona oficjalny tytuł Komisarz Żbik, a jej bohaterem jest Michał Maciej Żbik, wnuk słynnego kapitana.
Pod pseudonimem Władysław Krupiński wydał dwie powieści kryminalne zatytułowane Skazałeś ją na śmierć i Zachłanność mordercy oraz cztery opowiadania w popularnej serii Ewa wzywa 07 zatytułowane: Złote kółka (zeszyt nr 10), Tajemnica gotyckiej komnaty (nr 38), Celny strzał (nr 58), Jak pan przeniósł ten gryps? (nr 82). Był również konsultantem z ramienia Milicji Obywatelskiej do wielu filmów kryminalnych.
W latach 80. XX wieku przeszedł na emeryturę. Był ojcem dwóch córek, których imion: Marzena i Iwona użyczył bohaterkom komiksów opowiadających o przygodach kapitana Jana Żbika (dwóm paniom porucznik). Mieszkał w Warszawie.